# Armilla reflectora

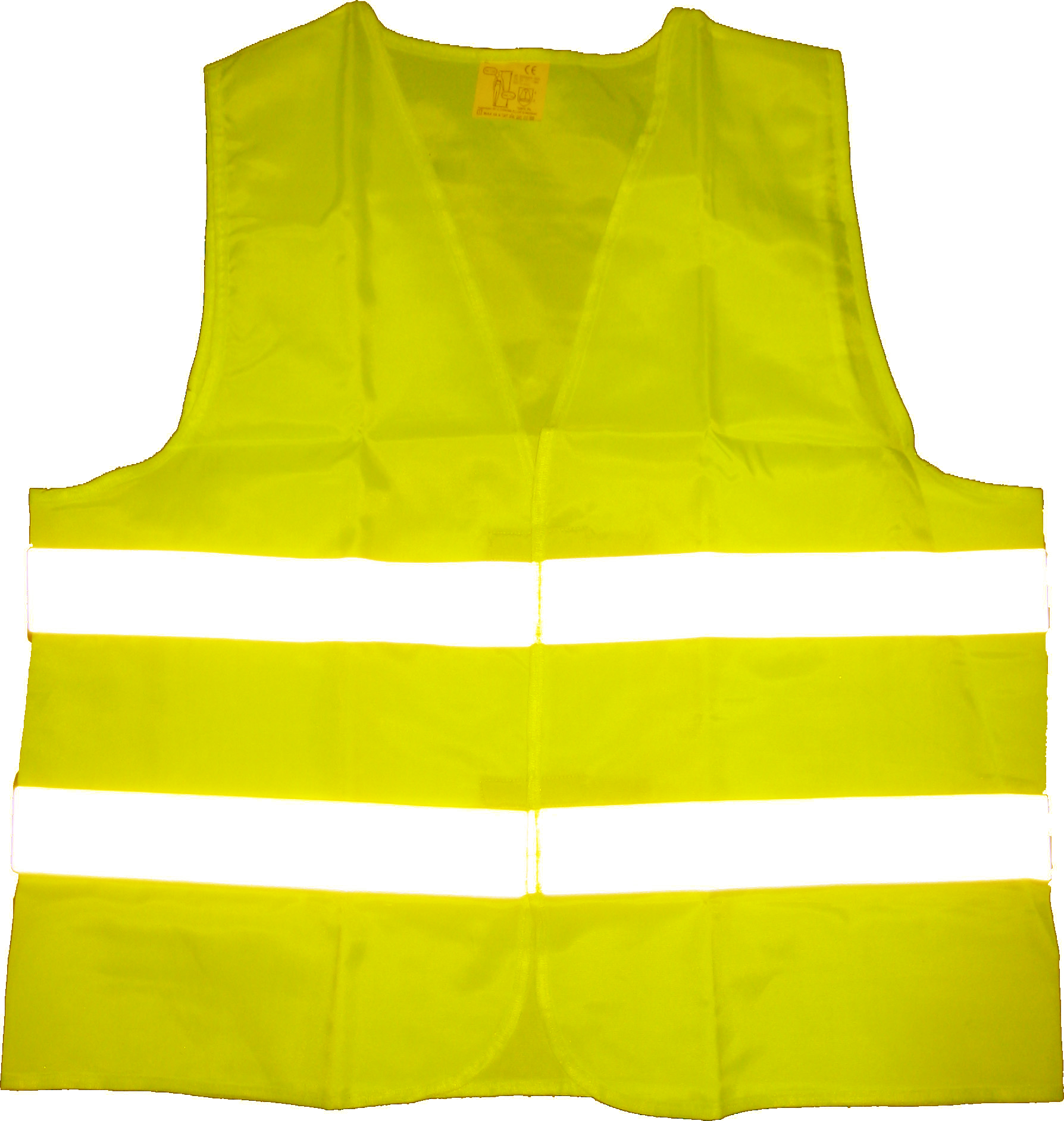
Armilla d'alta visibilitat.

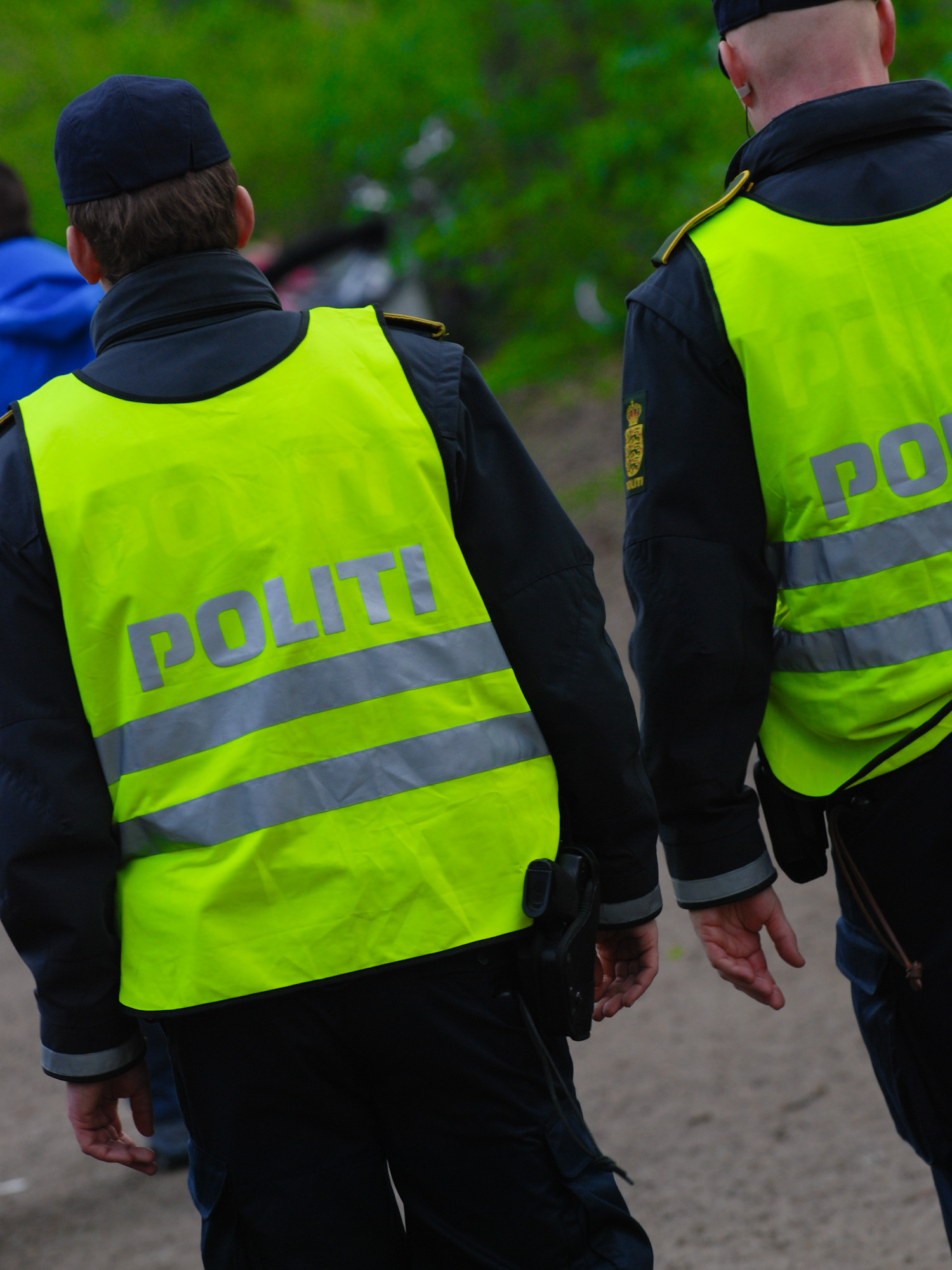
Armilla groga reflectora usada per la policia danesa.

Una armilla reflectora és un tipus d'equip de protecció individual utilitzat per les persones que van a peu per llocs on circulen cotxes per tal de millorar la seva visibilitat i seguretat quan són il·luminats per la llum dels fars. Les armilles reflectores es subministren normalment en colors neó fosforescent i estan equipades amb bandes reflectores. Entre els professionals que usen armilles reflectores en el seu treball hi ha les persones que operen en el trànsit - com la policia, els brossaires, els escombraires i els obrers vials.
Usuaris de la carretera, com ciclistes i motociclistes utilitzen aquestes armilles reflectores per a poder ser vistos millor en el trànsit. Aquest equip serveix també per a millorar la seguretat del personal que treballa en obres viàries o dels usuaris en una situació d'aturada d'emergència: per evitar accidents, cal que la resta de conductors tinguin la millor visibilitat de les persones quan són fora del seu vehicle o al voral de la carretera. L'armilla de seguretat és part d'un conjunt d'equips necessaris en cas d'accident, anomenat kit de seguretat.
El kit de seguretat pot incloure, segons el país i tipus de vehicle:
- Un o més triangles d'advertiment d'emergència;
- Una o diverses armilles de seguretat reflectores
- Un o més extintors d'incendis,
- Una caixa o un kit de primers auxilis.